# Филелинизъм
Филелинизмът (букв. обич към гърците и гръцката култура) е социално течение в Европа, възникнало след края на наполеоновите войни и под политическото влияние на т.нар. източен въпрос. Сред предпоставките за възникването на филелинизма е достигналият по това време свой апогей интелектуален романтизъм. Филелините в Европа играят решаваща роля за успеха на Гръцката война за независимост. Сред видните филелини са лорд Байрон и Ричоти Гарибалди.